# Убийство Джоанны Йейтс

Джоанна Йейтс

Джоа́нна Клэр Йейтс (англ. Joanna Clare Yeates, 19 апреля 1985 — 17 декабря 2010) — ландшафтный дизайнер родом из Гэмпшира, Англия, которая пропала без вести 17 декабря 2010 года в городе Бристоль. В результате масштабных поисков и полицейских расследований её тело было обнаружено 25 декабря 2010 года в Фейланде, Северный Сомерсет. Вскрытие показало, что она была задушена.
В рамках следствия по делу прошло одно из крупнейших полицейских расследований в истории Бристоля. Это дело широко освещалось в британских новостях во время рождественских праздников. Семья Йейтс обратилась к общественности с призывами о помощи в социальных сетях и на пресс-конференциях. За информацию о виновных в смерти Йейтс было объявлено вознаграждение в размере 60 000 фунтов стерлингов. Полиция первоначально заподозрила и арестовала Кристофера Джеффриса, который сдавал жильё Йейтс, он жил в другой квартире в том же здании. Впоследствии его освободили без предъявления обвинений, но он подвергся нападкам со стороны прессы.
20 января 2011 года был арестован Винсент Табак, 32-летний голландский инженер, который арендовал другую квартиру в том же доме. В то время внимание СМИ было сосредоточено на съёмках реконструкции исчезновения Йейтс для программы BBC под названием Crimewatch. После двух дней допроса 22 января Табаку было предъявлено обвинение в убийстве Йейтс. 5 мая он признал себя виновным в непреднамеренном убийстве Йейтс, но отрицал факт умышленного убийства. Суд над ним начался 4 октября; 28 октября он был признан виновным в убийстве на сексуальной почве и приговорён к пожизненному заключению с правом на досрочное освобождение не менее чем через 20 лет.
Несколько британских газет получили в свой адрес судебные иски за ненадлежащее освещение подробностей дела. Джеффрис подал иск о клевете против восьми изданий за освещение его ареста, в результате чего ему был возмещен значительный моральный ущерб. Daily Mirror и The Sun были признаны виновными в неуважении к суду за публикацию информации, которая могла нанести ущерб процессу.

## Предыстория и исчезновение
Джоанна Клэр Йейтс родилась 19 апреля 1985 года в семье Дэвида и Терезы Йейтс в Гэмпшире, Англия. Она окончила частную школу в Эмбли-парке недалеко от Ромси. Йейтс получила среднее образование в колледже Питера Симондса, затем выучилась по специальности ландшафтного дизайнера в Колледже Риттль. Она получила диплом магистра ландшафтного дизайна в Университете Глостершира.
В декабре 2008 года Йейтс познакомилась с 25-летним архитектором Грегом Рирдоном, с которым работала на фирме Hyland Edgar Driver в Уинчестере. Пара жила вместе с 2009 года, они переселились в Бристоль, когда туда переехала фирма. Позже Йейтс сменила работу, перейдя в Building Design Partnership. В октябре 2010 года Йейтс и Рирдон переехали в пригород Бристоля, Клифтон, на Канинж-роуд 44. Они поселились в большом доме, который был разделён на несколько квартир.

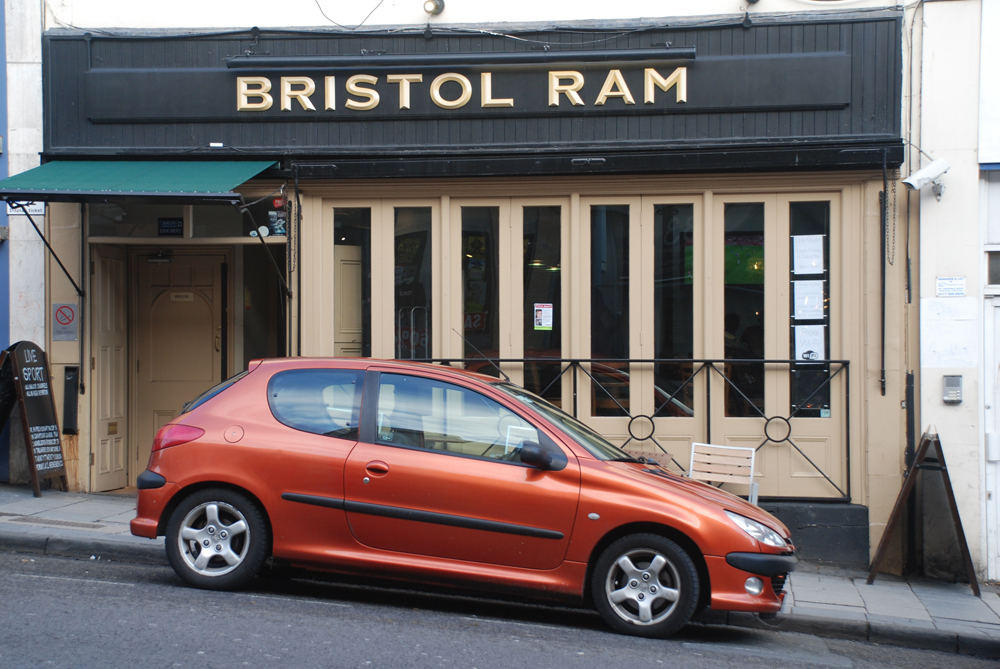
Паб Bristol Ram — место, где Йейтс видели в последний раз её коллеги.

Примерно в 20:00 19 декабря 2010 года Рирдон вернулся домой из Шеффилда, куда ездил на выходных, Йейтс в квартире не оказалось. Рирдон пытался дозвониться ей и писал SMS, но ответа не получил. Ожидая возвращения Йейтс, Рирдон снова позвонил ей, но её мобильный телефон зазвонил из кармана пальто, которое всё ещё лежало в квартире. Он обнаружил, что её кошелёк и ключи также находились в квартире, а их кошка, похоже, была не кормлена. Вскоре после половины первого ночи Рирдон сообщил об исчезновении полиции и родителям Йейтс.
Следователи установили, что Йейтс провела вечер 17 декабря 2010 года с коллегами в пабе Bristol Ram на Парк-стрит, вышла оттуда около 20:00, до дома было полчаса ходьбы. Она сказала друзьям и коллегам, что не очень хочет провести выходные в одиночестве — она впервые должна была остаться в квартире без Рирдона. Она планировала заняться выпечкой, сделать покупки к Рождеству, а также подготовиться к вечеринке, которую пара планировала устроить на следующей неделе.
Камера наблюдения засняла, как около 20:10 Йейтс выходила из супермаркета Waitrose без покупок. В 20:30 она позвонила своей лучшей подруге Ребекке Скотт, чтобы договориться о встрече в канун Рождества. В последний раз Йейтс была заснята, когда покупала пиццу в Tesco Express около 20:40. Она также купила две маленькие бутылочки сидра в соседнем винном магазине Bargain Booze.

## Поиски и обнаружение тела
Друзья Рирдона и Йейтс создали специальный веб-сайт и искали её через социальные сети. 21 декабря 2010 года родители Йейтс и Рирдон на полицейской пресс-конференции публично призвали к её возвращению. На другой пресс-конференции 23 декабря, которую транслировали в прямом эфире Sky News и BBC News, отец Джоанны Дэвид Йейтс так прокомментировал её исчезновение: «Я думаю, что она была похищена после того, как вернулась домой в свою квартиру … Я понятия не имею об обстоятельствах похищения, с учётом того, что осталось дома … Я уверен, что она не ушла бы одна, оставив всё это, и её куда-то увезли». Детективы не обнаружили ни следов пиццы, которую она купила, ни её упаковки. В квартире были обнаружены обе бутылки сидра, одна из них наполовину пустая. Поскольку не было доказательств ни насильственного проникновения, ни драки, следователи допускали, что Йейтс могла знать своего похитителя.
25 декабря пара, которая выгуливала собак, обнаружила в снегу тело. Оно было найдено по Лонгвуд-лейн возле поля для гольфа, рядом с входом в карьер в Файланде, примерно в 4,8 км от дома Йейтс. Полиция заявила, что это тело Йейтс. Рирдон и семья Йейтс посетили место обнаружения 27 декабря. Дэвид Йейтс заявил, что семье «сказали готовиться к худшему», и выразил облегчение, когда тело его дочери было найдено. Похороны пришлось отложить, поскольку следователи изучали тело. Патологоанатом Нат Кэри дала согласие на выдачу тела 31 января 2011 года.

## Расследование
В расследовании под названием «Операция Брейд» участвовали 80 детективов и гражданский персонал, руководил процессом главный инспектор детектив Фил Джонс, он занимал пост старшего офицера отдела полиции Эйвона и Сомерсета по расследованию тяжких преступлений. Это была одна из самых масштабных операций в истории местной полиции. Джонс призвал общественность предоставить любую информацию, которая поможет поймать убийцу. Особенно он обратился к потенциальным свидетелям, которые могли находиться недалеко от Лонгвуд-лейн во время преступления. Он заявил, что следствие разыскивает для допроса водителя «светлого полноприводного автомобиля».
Джонс сказал, что офицеров «завалили тысячи звонков» и они «прочесали все пути и дороги, которые [им] были названы». Полиция изучила более 100 часов видеозаписей с камер наблюдения, а также 293 тонны мусора, отобранного в районе квартиры Йейтс. Сообщество Crime Stoppers предложило вознаграждение в размере 10 000 фунтов стерлингов за информацию, которая поможет найти и арестовать убийцу. В свою очередь, газета The Sun предложила 50 000 фунтов. Власти посоветовали жителям района обезопасить свои дома и предупредили женщин, чтобы они не ходили одни в тёмное время суток. 29 декабря отец Йейтс в интервью сказал: «Я боюсь, что тот, кто это сделал, никогда не сдастся, но мы живём надеждой, что полиция поймает виновных».

### Первые этапы расследования
После обнаружения тела Йейтс детективы из полиции Эйвона и Сомерсета обратились к общественности с просьбой предоставить любую информацию о смерти Йейтс, а также исследовали сходство убийства с другими нераскрытыми делами. Особый интерес для них представляли: Гленис Каррутерс, 20 лет, задушена в 1974 году; Мелани Холл, 25 лет, исчезла в 1996 году, тело было обнаружено через 13 лет; и Клаудия Лоуренс, 35 лет, которая пропала без вести в 2009 году.
Следователи выявили «поразительное сходство» между делами Йейтс и Холл, в частности, их возраст и внешний вид, а также то, что они исчезли по возвращении домой после встречи с друзьями, но возможность таких связей позже была преуменьшена властями. Полиция собрала видео камер наблюдения с Клифтонского моста, через него пролегает самый короткий маршрут от места преступления до пригорода Клифтона, где Йейтс в последний раз видели живой. Видеозапись была низкого качества, из-за чего невозможно было чётко различить людей и номера автомобилей. Следователи знали, что преступник мог ехать по другому мосту через реку Эйвон примерно в километре к югу, чтобы не попасться на камеры наблюдения.
26 декабря 2010 года началось патологоанатомическое исследование, однако из-за обморожения тела заключение было дано с задержкой. Полиция первоначально считала, что, возможно, Йейтс замёрзла насмерть, так как на её теле не было видимых следов травм. 28 декабря следователи объявили, что дело официально было переквалифицировано на убийство, поскольку патологоанатом по результатам вскрытия установил, что Йейтс умерла в результате удушения. Вскрытие показало, что она умерла «… за несколько дней до того, как её обнаружили». Обследование также подтвердило, что Йейтс не ела купленную пиццу. Главный детектив Джонс заявил, что расследование не нашло «… никаких доказательств того, что Джоанна подверглась сексуальному насилию». В рамках расследования полиция получила доступ к ноутбуку и мобильному телефону Рирдона. Рирдон был исключён из числа подозреваемых и рассматривался как свидетель.
Молодая женщина, которая была на вечеринке в соседнем доме на Канинг-роуд в ночь исчезновения Йейтс, вспомнила, как вскоре после 21:00 услышала два громких крика со стороны квартиры Йейтс. Другой сосед, который жил за домом Йейтс, сказал, что услышал крики женщины с призывом о помощи, хотя он не мог точно вспомнить, когда произошёл инцидент. Офицеры демонтировали входную дверь квартиры Йейтс, чтобы поискать волокна одежды и получить образцы ДНК, при этом следователи допускали, что преступник проник в квартиру до возвращения Йейтс.

### Дальнейшее расследование
Старшие офицеры следствия обратились за помощью к Национальному агентству по совершенствованию работы полиции, которое предоставляет помощь в экспертизах по сложным делам. 4 января 2011 года к расследованию присоединился клинический судебный психолог, который ранее участвовал в качестве эксперта в других громких делах об убийствах, его задачей было помочь сузить число потенциальных подозреваемых. Джонс заявил, что его офицеры подготовили более 1000 линий расследования. Джонс сказал: «Уверяю вас, мы полны решимости раскрыть это преступление и привлечь убийц Джо к ответственности». 5 января главный детектив Джонс объявил, что один носок Йейтс пропал, когда она была найдена мертвой, и что его не обнаружили ни на месте преступления, ни у неё дома.
Полиция начала общенациональную рекламную кампанию по поиску свидетелей через Facebook. Страницу создали 4 января, на следующий день её просмотрели почти 250 000 раз, в то время как к 5 января запись камер наблюдения с Йейтс набрала около 120 000 просмотров на YouTube.
9 января 2011 года депутат парламента от Бристоля Керри Маккарти поддержала идею проведения масштабного анализа ДНК, если полиция сочтёт это полезным. Полиция Эйвона и Сомерсета провела массовый анализ ДНК во время расследования исчезновения Луизы Смит в 1995 году. Маккарти предложила расширить область проверки за пределы Клифтона на более крупный район Бристоля. Была проведена генетическая дактилоскопия ДНК, которую обнаружили на теле Йейтс. Детективы также начали отслеживать передвижения нескольких сотен стоящих на учёте сексуальных преступников, проживающих в пределах их юрисдикции, чтобы определить местонахождение этих лиц на 17 декабря.

### Арест и реконструкция преступления
Вскоре после 7:00 утра 30 декабря 2010 года по подозрению в убийстве Йейтс был арестован Кристофер Джеффрис, он сдавал квартиру Йейтс, а сам жил в том же здании. Его доставили в местный полицейский участок на допрос, в то время как следователи осматривали его квартиру. 31 декабря старший офицер полиции продлил срок ареста на 12 часов, что позволило провести дополнительный допрос подозреваемого. Впоследствии полиция обращалась к магистратскому суду с просьбой о продлении срока, суд дважды удовлетворял подобные ходатайства 31 декабря и 1 января. Джеффриса не могли задерживать дольше 96 часов, в итоге через два дня его отпустили под залог. Он обратился за правовой помощью в юридическую фирму Stokoe Partnership. 4 марта 2011 года полиция вернула ему залог и заявила, что он больше не является подозреваемым. Впоследствии он выиграл иск за клевету и диффамацию в новостных статьях, опубликованные после его ареста, сумма компенсации не публиковалась. Он получил извинения от полиции Эйвона и Сомерсета за моральные страдания, причинённые ему во время расследования.
В январе 2011 года для трансляции телепрограммы BBC Crimewatch (выпуск от 26 января) на месте преступления в Бристоле была снята реконструкция этого дела. Для воспроизведения снежной погоды, которая стояла во время исчезновения Йейтс, наняли специализированную кинокомпанию. Реконструкция последних передвижений Йейтс была снята 18 января, в течение суток после освещения постановки в новостях более 300 человек обратились в полицию. Полученная информация привела следователей к мысли, что тело Йейтс могло быть перевезено в большой сумке или чемодане.
Утром 20 января полиция Эйвона и Сомерсета арестовала 32-летнего инженера Винсента Табака, который жил со своей девушкой в квартире по соседству с Йейтс. Однако власти отказались раскрывать дополнительные подробности во время допроса подозреваемого. Были опасения повторения ситуации с неоднозначным освещением в СМИ ареста Джеффриса, когда при аресте был превышен объём допустимой к разглашению информации. Аресту Табака предшествовал телефонный звонок неизвестной женщины вскоре после телевизионного обращения родителей Йейтс на Crimewatch. Канинг-роуд перекрыла полиция, в то время как вокруг дома Йейтс были возведены строительные леса; полицейские опечатали соседнюю квартиру Табака. Следователи также обыскали соседний особняк друга Табака, примерно в километре оттуда, в нём, как предполагалось, останавливался подозреваемый. Табак ранее был исключён из числа подозреваемых на более ранней стадии расследования, и он вернулся в Великобританию из Нидерландов, куда ездил в отпуск к своей семье.
После ареста Табака BBC отказалась от планов транслировать реконструкцию убийства Йейтс на Crimewatch. 31 января на сайте программы появились ранее неопубликованные фотографии Йейтс.

### Тест ДНК
Тесты ДНК проводила частная компания LGC Forensics, которая занимается судебными экспертизами для уголовных расследований. Линдси Леннен, специалист по биологическим жидкостям и ДНК, член группы, которая анализировала образцы ДНК с тела Йейтс, сказала, что ДНК принадлежит Табаку, но образцы не достаточно хорошо сохранились для подробной оценки. Команда применила метод, известный как DNA SenCE, который улучшает непригодные для использования образцы ДНК за счёт очистки и концентрации. «Мы не могли сказать, была ли это ДНК из слюны, спермы или даже прикосновения. Но мы могли сказать, что вероятность не совпадения с Табаком была менее одного на миллиард».

### Обвинение и признание в убийстве
22 января 2011 года после четырёх суток ареста Табак был обвинён в убийстве Джоанны Йейтс. 24 января он явился в магистратский суд Бристоля и был заключён под стражу. Табака защищал Пол Кук, в ходе слушания на следующий день обвиняемый отказался просить освобождения под залог. Из соображений безопасности обвиняемого Табака перевели из Бристольской тюрьмы и поместили под suicide watch в тюрьме Лонг Лартин возле Ившема. Семья и друзья Табака из Нидерландов начали сбор средств на его защиту в суде.
Табак первоначально утверждал, что не виновен в смерти Джоанны Йейтс, якобы доказательства против него (ДНК) были сфабрикованы коррумпированными чиновниками. Однако 8 февраля он сказал тюремному капеллану Питеру Браттону, что он убил Йейтс и хотел признать свою вину.
5 мая 2011 года Винсент Табак признал себя виновным в непредумышленном убийстве Йейтс, но отрицал факт умышленного убийства. Его признание вины в непредумышленном убийстве отклонила Королевская прокурорская служба. 20 сентября Табак лично явился на предварительное заседание в Королевский суд Бристоля. В предыдущих слушаниях он участвовал по видеосвязи, находясь в тюрьме.

### Винсент Табак
Винсент Табак (родился 10 февраля 1978 года) — инженер из Нидерландов, который жил и работал в Великобритании с 2007 года. Он был самым младшим ребёнком в семье, вырос в Удене, в 34 км к северу от Эйндховена. Джон Массоёрс, который в детстве жил по соседству с Табаком, после суда назвал его умным замкнутым одиночкой. С 1996 года Табак учился в Техническом университете Эйндховена, в 2003 году получил степень магистра в области архитектуры, строительства и планирования. Затем получил степень доктора философии, его диссертация была посвящена исследованию, как люди используют пространство в офисных зданиях и общественных местах. Рукопись была опубликована в 2008 году.
Окончив университет в 2007 году, он устроился на работу в главный офис консалтинговой фирмы Buro Happold, который находился в Великобритании, он поселился в городе Бат. Он работал «аналитиком людских потоков», в его обязанности входило изучение, как люди перемещаются в общественных местах, таких как школы, аэропорты и спортивные стадионы. Живя в Бате, он завязал отношения с женщиной, с которой познакомился через сайт газеты The Guardian, Soulmates. Позже газета написала, что это были его первые серьёзные отношения; он упомянул её в разделе благодарностей своей диссертации: «Я очень счастлив, что она вошла в мою жизнь». В июне 2009 года пара переехала в квартиру на Канинг-роуд, Бристоль. Несмотря на то, что Джоанна Йейтс и её партнёр переехали в соседнюю квартиру на Канинг-роуд в конце 2010 года, она не виделась с Табаком до исчезновения 17 декабря.
После убийства Йейтс Табак провёл Новый год с родственниками в Нидерландах. После просмотра новостного сюжета об этом деле он пытался перевести подозрения в убийстве на Джеффриса. Он связался с полицией Эйвона и Сомерсета и сообщил, что Джеффрис пользовался своей машиной в ночь на 17 декабря. Офицер уголовного розыска констебль Карен Томас была командирована в Амстердам, чтобы поговорить с ним. 31 декабря они встретились в амстердамском аэропорту Схипхол, где Табак подробно рассказал свою историю. У Томас вызвал подозрения его интерес к полицейскому расследованию, также она обнаружила противоречия в его словах.
За несколько месяцев до смерти Йейтс Табак со своего компьютера посещал сайты эскорт-агентств и связался по телефону с несколькими секс-работницами. Он также просматривал через Интернет насильственные порнографические сцены, в которых женщину контролирует мужчина, женщины были связаны с кляпом во рту, их держали за шеи и душили. Во время расследования убийства полиция обнаружила изображения женщины, очень похожей на Йейтс. В одной из сцен она поднимает розовый топ, обнажая бюстгальтер и грудь. Когда Йейтс обнаружили, на ней был такой же розовый топ.
В ходе суда над Табаком обвинитель Найджел Ликли заявил, что доказательства действий Табака должны быть представлены присяжным: «Это может прояснить, зачем нужно было удерживать женщину так долго и сжимать её так сильно, чтобы лишить её жизни.» Факты просмотра Табаком порнографии не были использованы в обвинении, так как судья полагал, что это не доказывает предумышленность действий Табака.
После суда стало известно, что на ноутбуке Табака нашли детскую порнографию. В декабре 2013 года Королевская прокуратура объявила, что он будет привлечён к ответственности за хранение изображений. 2 марта 2015 года Табак признал себя виновным в хранении более 100 непристойных изображений детей и был приговорён к 10 месяцам тюремного заключения в дополнение к пожизненному заключению за убийство.

## Суд
Рассмотрение дела по сути началось 4 октября 2011 года в Королевском суде Бристоля, дело вёл судья Филд, участвовали присяжные. Табака защищал в суде королевский адвокат Уильям Клегг, а обвинителем был также королевский адвокат Найджел Ликли. Табак признал себя виновным в непредумышленном убийстве, отрицая умысел.
По версии обвинения, 17 декабря 2010 года Табак задушил Йейтс в её квартире через нескольких минут после возвращения жертвы домой, он применил «достаточную силу», чтобы убить её. Обвинение заявило, что Табак, который примерно на 30 см выше Йейтс, использовал своё телосложение, чтобы одолеть её, прижав к полу и держа за запястья. В ходе борьбы она получила 43 отдельных травмы головы, шеи, туловища и рук. Среди травм были порезы, синяки и перелом носа. Ликли сообщил суду, что борьба длилась долго, и её смерть была медленной и мучительной. Однако он не объяснил причины, по которым Табак напал на Йейтс.
Были представлены доказательства того, что Табак пытался скрыть преступление, избавившись от тела. Суд признал, что образцы ДНК, взятые с тела Йейтс, принадлежали Табаку. Образцы, обнаруженные под коленями её джинсов, указывали, что её несли за ноги, а волокна ткани контактировали с пальто Табака и автомобилем. Недалеко от того места, где обнаружили тело Йейтс, на стене с видом на карьер были найдены пятна крови. Табак поместил тело Йейтс в свой Renault Megane и поехал в супермаркет, где купил пиво, чипсы и пачку соли. Позднее обвиняемый бросил тело Йейтс на заснеженной просёлочной дороге и поехал за своей девушкой. Табак пытался перебросить тело через стену в карьер. Не сумев этого сделать, он попытался прикрыть её тело листьями. Ликли также заявил, что Табак пытался обвинить Джеффриса в убийстве во время полицейского расследования. Также после смерти Йейтс Табак искал в Интернете, как долго разлагается тело и по каким дням вывозят мусор в районе Клифтона.
В свою защиту Табак утверждал, что у убийства не было сексуальных мотивов. Он сказал на суде, якобы изначально он вышел из квартиры, чтобы сфотографировать снег, но не сделал фото, потому что снег «был грязным». Затем он встретил «весёлую и счастливую» Йейтс, она сделала «кокетливый комментарий» и сама пригласила его выпить с ней. Он сказал суду, что попытался поцеловать Йейтс, та закричала, он попытался заставить её замолчать и убил, зажав ей рот и шею руками. Он отверг предположения о борьбе, утверждая, что держал Йейтс за шею с минимальной силой «около 20 секунд». Он сообщил суду, что впал «в панику» после того, как бросил тело.
Присяжные отправились на совещание 26 октября и подготовили вердикт через два дня. 28 октября 2011 года Табак был признан виновным в убийстве Джоанны Йейтс большинством голосов 10 против 2. Он был приговорён к пожизненному заключению с правом на досрочное освобождение не ранее, чем через 20 лет. Вынося приговор, судья Филд сослался на «сексуальный элемент» убийства.

## Разбирательства со СМИ
Из-за некорректного освещения некоторых аспектов дела британскими СМИ, журналистам телекомпании ITN временно запретили посещать пресс-конференции, связанные с делом. Также несколько газет получили иски от бывшего арендодателя Йейтс и генерального прокурора.
4 января 2011 года вышел новостной сюжет, в котором критиковалось проведение расследования. Полиция Эйвона и Сомерсета запретила репортерам ITN присутствовать на пресс-конференции, созванной для обнародования новой информации по делу об убийстве. В материале журналиста Герайнта Винсента утверждалось, что полиция мало продвинулась в своём расследовании, и ставилась под сомнение правильность их процедурных методов. Бывший детектив отдела убийств сообщил в отчёте об отсутствии проведения «некоторых обычных следственных действий», таких как поиск новых улик на месте преступления. ITN обвинила полицию в попытке «подвергнуть цензуре ту информацию, которую мы можем транслировать», в то время как полиция подала жалобу в Ofcom, назвав материалы «несправедливым, наивным и безответственным репортажем». Полиция впоследствии отменила санкцию против ITN, но сказала, что «без колебаний применит подобную тактику в будущем». Также был подан иск на блогера за нарушение ограничений на распространение информации о деле. Он написал сообщение в Twitter о том, что Табак просматривал порнографию со сценами аутоасфиксиофилии и БДСМ. Иск был отозван после удаления сообщения.
5 января 2011 года в статье для лондонской Evening Standard обозреватель СМИ Рой Гринслейд выразил озабоченность по поводу ряда негативных публикаций в адрес арендодателя Йейтс, Джеффриса. Он назвал освещение его ареста «массовым подрывом репутации». Он привёл несколько примеров опубликованных сводок и материалов. В заметке The Sun Джеффриса — бывшего преподавателя Клифтонского колледжа — называли странным, вычурным, непристойным и жутким. Daily Express цитировала неназванных бывших студентов Джеффриса, которые называли его «… своего рода чокнутым профессором», который заставлял их чувствовать себя «жутко» от его «странного» поведения. Статья в Daily Telegraph сообщала, что Джеффрис «был охарактеризован студентами Клифтонского колледжа … как поклонник мрачных и жестоких авангардных фильмов». 21 апреля Джеффрис подал в суд на шесть газет: The Sun, Daily Mirror, Daily Star, Daily Express, Daily Mail и Daily Record — требуя возмещения ущерба за клевету. В иске утверждалось, что СМИ сделали поспешные выводы относительно ареста Джеффриса. До выхода на пенсию он был учителем английского, жил один, его внешность и «необычно растрёпанные седые волосы» выделяли его среди других, эти факты заставляли людей поверить, что он был именно таким, каким его описывали газеты. Стивен Мосс написал в The Guardian: «Негласное предположение заключалось в том, что никто не может выглядеть так странно и быть невиновным».
Джеффриса представлял Луи Шараламбус из юридической фирмы Simons Muirhead and Burton. В 2008 году он успешно защищал интересы Роберта Мурата, который был подозреваемым в ходе расследования исчезновения Мэдлин Макканн, и столкнулся с аналогичным вниманием СМИ. 29 июля Джеффрис получил «существенную» компенсацию за клевету от The Sun, Daily Mirror, Sunday Mirror, Daily Record, Daily Mail, Daily Express, Daily Star и The Scotsman в связи с освещением его ареста. В интервью, которое Джеффрис дал после осуждения Табака, он заявил по поводу судебных тяжб: «Это заняло практически целый год моей жизни, этот период времени означал, что всё остальное, чем я обычно занимался, было приостановлено». Он раскритиковал планы правительства внести изменения в закон о правовой помощи, что, по его словам, не позволит людям с ограниченными возможностями принимать меры против газет.
31 декабря 2010 года генеральный атторней Англии и Уэльса Доминик Грив заявил, что он применит меры в соответствии с Законом о неуважении к суду 1981 года, чтобы обеспечить выполнение СМИ обязательства не предвосхищать возможное будущее судебное разбирательство. Профессор криминологии Дэвид Уилсон прокомментировал резонанс дела об убийстве в национальных СМИ: «Британская общественность любит детективы … Это чисто британская особенность. Мы были первой страной, которая использовала истории об убийствах для продажи газет, и эта культура здесь укоренилась больше, чем где-либо ещё». Уилсон назвал Йейтс, белую обеспеченную женщину, «идеальной жертвой» для СМИ. 1 января парень Йейтс Грег Рирдон прокомментировал освещение в СМИ ареста Джеффриса: «Жизнь Джо трагически оборвалась, но показывать пальцем и подрывать репутацию ещё не осуждённых людей в социальных сетях и СМИ — это постыдно».
12 мая 2011 года Административный суд разрешил генеральному прокурору подать ходатайство о привлечении к ответственности за неуважение к суду The Sun и Daily Mirror за то, как они освещали арест Джеффриса. 29 июля коллегия судей постановила, что обе газеты неуважительно относились к суду, и оштрафовала Daily Mirror на 50000 фунтов стерлингов, а The Sun на 18000 фунтов. Главенствующий судья лорд Джадж заявил, что «по нашему мнению, в принципе, очернение подозреваемого, находящегося под стражей, является потенциальным препятствием для отправления правосудия». The Sun и Daily Mirror впоследствии обжаловали свои штрафы, но жалоба Mirror 9 марта 2012 года была отклонена Верховным судом, а The Sun отозвала свою апелляцию.

### Меры на государственном уровне
Дело Йейтс упомянули во время дебатов в парламенте по депутатскому законопроекту, который предусматривал ответственность для журналистов в виде шести месяцев тюремного заключения за разглашение имени подозреваемого, ещё не получившего обвинение. Законопроект внесла в Палату общин в июне 2010 года депутат от Консервативной партии Анна Субри, бывшая журналистка и адвокат по уголовным делам. В ходе дебатов 4 февраля 2011 года Субри заявила Палате общин: «То, что мы видели в Бристоле, было, по сути, безумием и поношением. Большая часть освещения была не только совершенно неуместной, но и имела гомофобный оттенок, что я считаю оскорбительным. Оскорбления в адрес этого человека вышли за рамки закона». Она отозвала законопроект после того, как столкнулась с возражениями со стороны коалиционного правительства, возглавляемого консерваторами.
Джеффрис дал показания в ходе расследования Левесона, его инициировал премьер-министр Дэвид Кэмерон для расследования поведения британских СМИ в рамках дела News International. Джеффрис сообщил следствию, что репортёры «осадили» его после допроса полиции. Он сказал: «Было ясно, что бульварная пресса решила, якобы я виновен в убийстве мисс Йейтс, и, похоже, полна решимости убедить общественность. Они начали безумную кампанию, чтобы очернить мою репутацию, опубликовав серию очень серьёзных утверждений обо мне, которые полностью не соответствовали действительности». В рамках того же расследования 16 января 2012 года редактор Daily Mirror Ричард Уоллес назвал освещение в газете ареста Джеффриса «чёрной меткой» в его редакторской практике.

## Последствия и память
2 января 2011 года в церкви Христа в Клифтоне прошла поминальная служба по Йейтс. Молитвы за неё также прошли в церкви 17 декабря 2011 года, в первую годовщину её смерти. Посетители храма оставляли подношения и послания соболезнования её семье. Грег Рирдон создал в память о Йейтс благотворительный сайт для сбора средств на нужды семей пропавших без вести. Друзья и семья Йейтс разбили мемориальный сад в дендрарии сэра Гарольда Хиллера в Ромси, где она работала, будучи студенткой. Building Design Partnership и местный фонд NHS объявили о планах поставить ей памятник в саду, который она проектировала для новой больницы в Саутмиде, Бристоль.
Также планировалось создать сад памяти в студии фирмы BDP в Бристоле, опубликовать антологию работ Йейтс и учредить в её честь ежегодную премию по ландшафтному дизайну для студентов Университета Глостершира. BDP объявило, что организует благотворительный велопробег между офисами в день 50-летия компании, а вырученные средства пойдут на благотворительные цели по выбору семьи Йейтс. После её смерти осталась наследство на 47 000 фунтов стерлингов, включая деньги, отложенные на покупку дома с Рирдоном. Поскольку она не составляла завещания, всё унаследовали её родители.
31 января 2011 года семья Йейтс получила её тело и организовала похоронную процессию в церкви Св. Марка в Ампфилде, Гэмпшир, 11 февраля её похоронили на местном кладбище. Около 300 человек посетили службу, которую вёл викарий Питер Гилкс.
В 2013 году ITV подготовила драму об аресте Джеффриса. Съёмки двухсерийного фильма с Джейсоном Уоткинсом в главной роли начались в ноябре. Bristol Post сообщила, что Джеффрис прочитал и одобрил сценарий, а также поддержал проект. Драма под названием «Утраченная честь Кристофера Джеффриса» вышла в эфир 10 и 11 декабря 2014 года. В мае 2015 года она выиграла две награды на British Academy Television Awards 2015: лучший мини-сериал и лучший актёр (Уоткинса в роли Джеффриса). 26 марта 2015 года об этом деле был снят эпизод документального сериала на 5 канале «Обратный отсчёт времени до убийства» под названием «Убийца по соседству: Последние часы Джоанны Йейтс».
В 2014 году Джеффрис описал прессе своё психологическое напряжение из-за расследования, в котором он находился более двух месяцев. Джеффрис сказал: «В то время казалось, что полиция намеренно играет в игру, обещая, что расследование скоро закончится, а затем сочла необходимым продлить ожидание. Это была форма психологической пытки. В такие моменты разум может сыграть злую шутку, и человек начинает верить, что, возможно, он преступник, но не знает об этом, и что, как в каком-то кошмаре в стиле Кафки, вина предопределена заранее и приговор неизбежен».